# Kāf
Kāf (ك) – dwudziesta druga litera alfabetu arabskiego. Używana jest do oznaczenia dźwięku [k], tj. spółgłoski zwartej miękkopodniebiennej bezdźwięcznej. Pochodzi od fenickiej litery kaf.
W języku polskim litera kāf jest transkrybowana za pomocą litery K.
W arabskim systemie liczbowym literze kāf odpowiada liczba 20.

## Postacie litery
| Postać: | izolowana | końcowa | środkowa | początkowa |
| ------- | --------- | ------- | -------- | ---------- |
| Wygląd: | ك‬         | ـك‬      | ـكـ‬      | كـ‬         |

## Kodowanie
| Znak                   | ك                   | ك                   |
| ---------------------- | ------------------- | ------------------- |
| Nazwa w Unikodzie      | Arabic Letter Keheh | Arabic Letter Keheh |
| Kodowanie              | dziesiątkowo        | szesnastkowo        |
| Unicode                | 1603                | U+0643              |
| UTF-8                  | 217 131             | d9 83               |
| Odwołania znakowe SGML | &#1603;             | &#x0643;            |